# Luís Alexandre de Bourbon
Luís Alexandre de Bourbon (em francês: Louis-Alexandre de Bourbon; 6 de junho de 1678 — 1 de dezembro de 1737) foi um filho legitimado do rei Luís XIV de França e de Francisca Atenas, conhecida como Madame de Montespan.  Ele foi conde de Toulouse, duque de Penthièvre, de Châteauvillain, Damville, Vendôme, d'Arc, e de Rambouillet.

## Biografia
Foi o terceiro filho do rei Luís XIV com sua amante Francisca Atenas. O pai  legitimou Luís e aos seus três irmãos que sobreviveram em 1681 e declarou até que dois filhos seus com Montespan eram dignos de, eventualmente, suceder no trono. Quando sua mãe morreu em 1707, Luís Alexandre e as irmãs choraram-na em privado, pois qualquer manifestação pública foi proibida pelo rei e por Françoise d'Aubigné, a Madame de Maintenon, que ocupava agora um lugar especial no coração do rei.
Fundador da Casa de Bourbon-Toulouse, foi feito Almirante de França aos cinco anos, desde 1683. Entregue desde o nascimento aos cuidados de Madame de Monchevreuil como sua irmã mais velha Francisca Maria de Bourbon, futura duquesa de Orleães. Na ocasião de sua legitimação, em 1681, foi feito conde de Toulouse. Em 1684, já era coronel de um regimento de infantaria batizado com seu nome, e em 1693 mestre de campo de um regimento de cavalaria. Em janeiro de 1689, foi nomeado governador da Guyenne ou Aquitânia, cargo que trocou pelo de governador da Bretanha em 1695.

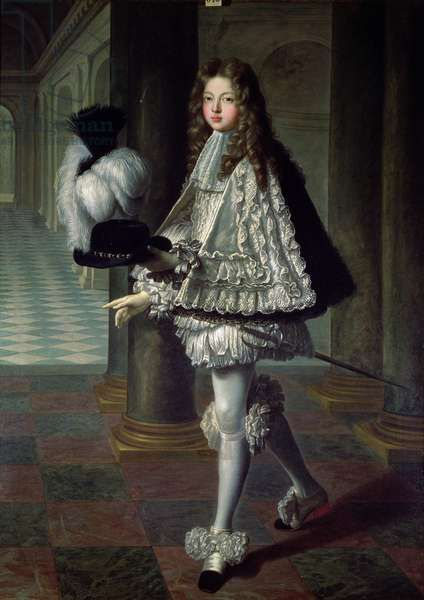
Luís Alexandre

Em  1693, tornou-se Cavaleiro da Ordem do Espírito Santo e uma década mais tarde, Cavaleiro da Ordem do Tosão de Ouro. Em 3 de janeiro de 1696, foi criado Marechal de França, comandante dos Exércitos reais no ano seguinte. Em março de 1714, obteve o título de Grande Caçador da França ou Grand Veneur.
Na Guerra da Sucessão de Espanha, teve por incumbência defender a ilha da Sicília e comandou a frota francesa na Batalha de Málaga, em 1704.
Em 1711 fez pesados aportes financeiros para viabilizar o empreendimento de Duguay-Trouin para montar uma esquadra com as dimensões ideais para atacar o Rio  de Janeiro.
Morto seu pai, o rei, em 1715, manteve-se afastado das intrigas de sua cunhada Luísa Benedita de Bourbon, duquesa do Maine. Seu irmão, o duque Luís Augusto, tinha sido banido do Conselho da Regência, mas ele próprio não foi afastado dos cargos políticos, sendo nomeado pouco depois Ministro da Marinha, herdando um grupo de funcionários chefiado por Joseph Pellerin.
Pouco antes de sua morte em 1715, Luís XIV adicionou um codicilo a seu testamento em que dizia que, extinta sua linha e a de seus filhos legítimos, o trono poderia ser herdado pelo duque do Maine e pelo conde de Toulouse, seus filhos legitimados. O que significava também que podiam, caso preciso, assumir o papel de regente do novo rei, de cinco anos – Luís XV de França. Mas Filipe de Orleães, marido da irmã de Luís, Francisca Maria, fez o Parlamento de Paris votar pela anulação do testamento, e como resultado se tornou o único regente de França.
Em 1722 entregou o cargo de Ministro a Joseph Fleuriau d´Armenonville, de quem comprara em 1706 o castelo de Ramboullet. Em 1717 o governo construiu um forte na colônia da Louisiânia, na América, batizado Fort Toulouse em sua homenagem – perto da atual cidade de Wetumpka, no Estado do Alabama.

## Casamento e descendência
Casou em 2 de fevereiro de 1723 com Maria Vitória de Noailles, filha do duque de Noailles, Anne Jules de Noailles, viúva do filho de seu meio-irmão, o Luís de Pardaillan, marquês de Godrin. Seu único filho, nascido em 1725 e morto em 1793, foi o duque de Penthièvre, Luís João Maria de Bourbon.
Tivera dois bastardos antes do casamento, Louis-Alexandre de Sainte Foy (1720–1723) e Philippe-Auguste de Sainte Foy (1721–1795).
Sua viúva morreu em 30 de setembro de 1766 no Hôtel de Toulouse, sua mansão parisiense próxima do Louvre, que comprara em 1712 de Phélypeaux, marquês de La Vrillière.  Seu corpo, com o do marido, foi transferido de Rambouillet para a igreja Colegial Saint-Etienne de Dreux quando em 1783 o duque de Penthièvre vendeu o castelo a Luís XVI de França.
Luís Alexandre, pelo casamento de sua neta, Luísa Maria Adelaide de Bourbon, a Mademoiselle de Penthièvre, com Luís Filipe II, duque de Chartres, e futuro duque de Orleães, é o ancestral da Casa de Orleães.